# صنوبر غربي
الصنوبر الغربي أو الصنوبر الهسبانيولي نوع نباتي شجري من ضرب الصنوبر الحقيقي يتبع الفصيلة الصنوبرية. ينتشر في جزيرة هسبانيولا التي تضم هايتي والدومنيكان. يعد قريبًا جدًا من الصنوبر الكوبي.